# Gallifrey
Gallifrey és un planeta fictici en la sèrie de televisió de ciència-ficció britànica Doctor Who, que és el planeta natal del Doctor i dels Senyors del Temps. Suposadament, està localitzat a la constel·lació de Kasterborous, a les coordenades galàctiques 10-0-11-0-0 i a més de 250 milions d'anys llum de distància de la terra, com s'explica a la pel·lícula de 1996 Dr Who: La pel·lícula. Això el posaria fora de la nostra Via Làctia, que només té uns 80 o 100.000 anys llum de diàmetre. Un emissari dels Senyors del temps va indicar que havia viatjat 29.000 anys llum, cosa que el porta a pensar que aquesta era la distància fins al planeta natal dels Senyors del temps, tot i que generalment es pren com bàsica la xifra determinada a la pel·lícula. Al final de l'especial El dia del Doctor es revela que el planeta fou congelat en el temps i relegat a un univers secundari.
Durant la primera dècada de la sèrie de televisió, el nom del planeta del Doctor no va ser revelat, encara que en realitat ho mostressin per primera vegada en els Simulacres de combat (1969), durant el judici del Segon doctor. Finalment el nom apareix per primera vegada al capítol El temps del Guerrer (1973). El Tercer Doctor fou interrogat a punta de pistola per Linx, de l'espècie Sontaran. Quan aquest se'n va donar compte que si fos humà no tindria coneixement d'ells li preguntà: "Quin és el vostre planeta nadiu?" La resposta del Doctor fou: "Gallifrey. Sóc un Senyor del Temps." 
La posició de Gallifrey a la sèrie moderna (a partir de 2005 en endavant i del novè doctor) s'anà comentant durant les tres primeres temporades modernes. A la primera, s'assenyala que Gallifrey fou destruït juntament a l'imperi Dalek pel Doctor durant la Guerra del temps. Amb tot, no s'anomena el planeta fins a l'especial nadalenc de 2006 La núvia fugitiva. Les imatges del planeta apareixen a un flashback del capítol de la tercera temporada El so dels tambors i va tenir un paper important durant La fi del temps (2009-2010). També apareix a l'episodi El nom del Doctor (2013) i El dia del Doctor (2013).

## Noves revelacions el 2013
Des del 2005 fins al 2013, es va establir que el Doctor havia destruït Gallifrey per a posar fi a la Guerra del Temps entre els Senyors del temps i els Daleks. Durant tot aquest temps, el Doctor va viure amb la culpa per la destrucció del seu planeta i de la seva gent. Però a l'episodi especial del 50 aniversari El dia del Doctor, es va fer un canvi important, mostrant que en realitat,a l'últim moment, el Doctor no va activar l'arma de destrucció massiva coneguda com El Moment, sinó que es van convocar les tretze encarnacions del Doctor. Aquests, combinant les tretze TARDIS al mateix temps, aconseguiren congelar Gallifrey en un punt en l'espai i en el temps, a on quedaria en animació suspesa. A partir d'aleshores, la missió del Doctor serà buscar al llarg del temps i de l'espai Gallifrey per a localitzar-lo i retrobar-se amb la seva civilització de Senyors del Temps.

## Geografia
Des de l'espai, Gallifrey és un planeta ataronjat i es troba tan a prop que les línies centrals de les naus estel·lars han de demanar permís per a passar pel seu sistema. El planeta es troba protegit dels atacs per una barrera quàntica i protegit contra els teletransports per una barrera de transducció que pot ser reforçada per a repel·lir la majoria dels atacs amb aquest tipus de tecnologia. Això evita a tots els estranys (amb intencions hostils o sense) aproximar-se al planeta i permet als Senyors del Temps mantenir el seu estatus de neutralitat absoluta. També els permet observar les accions de la resta de l'univers sense prendre partit en els seus problemes. Aquestes barreres de seguretat només va ser trencades un cop pels Sontaran, amb la manipulació de la tecnologia dels Vardan, que van subornar el Doctor per a sabotejar-la des de dins.